# آزمون‌های مخرب
به طور کلی دو دسته آزمون (آزمون های مخرب و آزمون های غیرمخرب ) برای سنجش قطعه وجود دارد که هدف آنها کمک به بهبود کیفی قطعه و ثابت نگه داشتن کیفیت آن در طول زمان است که منجر به دوام بالاتر و رضایت بیشتر مصرف کننده می شود. هدف ما در این مقاله بررسی آزمون های مخرب است.
آزمون های مخرب (Destructive Physical Analysis/DPA)
آزمون های مخرب بیشتر برای سنجیدن مقاومت مکانیکی مواد به طور مثال مقاومت در برابر کشش خمش ضربه و ... استفاده می شود و مزیت آنها به نسبت آزمون غیر مخرب راحت بودن آزمایش های آن است.علت اینکه این آزمایش مخرب نامگذاری شده این است که پس از انجام آزمایش هااین قطعات دیگر قابل استفاده نیست و فرم و حالت اولیه خود رو به طور کامل از دست می دهند.در نتیجه این آزمایش تنها در صورتی منطقی است که قطعه مورد نظر ارزان قیمت باشد و به صورت انبوه تولید شود.هر چند در برخی موارد ممکن است قطعه یا وسیله مورد نظر بسیار گران باشد ولی به جهت اطمینان بیشتر این آزمایش ها را روی آن انجام می دهند.
آزمون های مخرب شامل چندین آزمایش مختلف است که هر کدام مقاومت مکانیکی آن را می سنجد.

## آزمایش خمش (Bending Test)
در این آزمایش میله ای بین دو فک دستگاه قرار می گیرد و از مرکز ثقل آن به وسیله یک شاقولی وزنه های مختلف به آن آویزان می شوند (و یا توسط یک جک هیدورلیک به مرکز ثقل آن نیرو وارد می گردد). بر اثر اعمال نیرو قطعه دچار خمش می شود که به وسیله یک عقربه ای میزان انحراف اندازه گیری می شود.هدف از آزمایش پیدا کردن مدول الاستیسته است.این آزمایش در محدوده پلاستیک (شکل گیری دائمی فلزات) انجام می شود.هدف از این آزمایش جلوگیری از ورود مواد به ناحیه "پلاستیک" و به دست آوردن میزان خمش در مرحله الاستیک می باشد.

## آزمایش کشش (Tension test)
در این آزمایش قطعه بین دو فک بالا و پایین که به ترتیب متحرک و ثابت هستند ثابت می شود و در ادامه تحت نیروی کششی افزاینده قرار می گیرد تا دچار گسیختگی شود. بارگذاری به صورت مکانیکی یا هیدرولیکی انجام می شود.این آزمون یک آزمون کمی یا کیفی است.نتایج این آزمون به شکل نمودار تنش-کرنش نمایش داده می شوند.

## تست ضربه
آزمایش ضربه شارپی (Charpy impact test) یکی از آزمایش ها برای تعیین انرژی شکست مواد فلزی است.با استفاده از نمونه های فاق دار شرایط تنش سه بعدی را در نمونه ایجاد کرده و قابلیت تغییر شکل پلاستیک را در آن محدود می کنند.دستگاه آزمایش از یک پاندول مدرج تشکیل شده است که هنگام حرکت با نمونه برخود می کند و اختلاف ارتفاع پاندول انرژی جذب شده توسط نمونه است که معمولاً به شکل انرژی بر واحد سطح تعریف می شود. این انرژی رااز اختلاف زاویه اولیه و نهایی پاندول محاسبه کرد.مقدار انرژی جذب شده توسط نمونه در هنگام شکست از میزان اختلاف ارتفاع اولیه و ثانویه آونگ به دست می آید. این میزان انرژی معیاری از چقرمگی مواد است.

## متالوگرافی
متالوگرافی (Metallographic) به دانش آماده کردن نمونه های فلزی و بررسی ریزساختار میکروسکوپی آن گفته می شود. عملیات آماده کردن نمونه ها شامل سمباده زنی سطح 
پولیش کاری و اچ کردن است.اولین مرحله برای مشاهده سطح اجسام متالوگرافی می باشد. با متالوگرافی سطح جسم را برای مشاهده با چشم مسلح آماده می کنیم.

## سختی سنجی
- سختی راکول (Rockwell Hardness)

چند تا از مزایا این آزمون می توان به سرعت آن، عدم امکان بروز خطا از طرف شخص، قابلیت تشخیص تغییرات کوچک سختی در فولاد سخت شده و کوچک بودن اندازه فرورفتگی اشاره کرد. قطعات عملیات حرارتی شده، می توانند بدون صدمه دیدن آزمایش شوند.عمق فرورفتگی تحت بار ثابت، به عنوان مقیاسی برای سختی استفاده می شود. ابتدا یک بار فرعی به اندازه 10 کیلوگرم وارد می شود. این بار نیاز به آماده کردن سطح را به حداقل رسانده و تمایل به ایجاد فرورفتگی، به طور خودکار بر حسب اعداد سختی قراردادی بر یک سنجه صفحه ای مدرج ثبت می شود.
- سختی برینل (Brinell Hardness)

این آزمون برای اوین بار سال 1900 توسط برینل ارائه شد. در این آزمون در سطح فلز به وسیله یک گلوله فولادی به قطر ده میلی متر با نیروی 3000 کیلوگرم فرورفتگی ایجاد می شود.برای فلزات نرم نیروی اعمال شده تا 500 کیلوگرم کاهش می یابد تا از عمیق شدن زیاد اثر فرورفتگی اجتناب شود و برای فلزات خیلی سخت از گلوله ای از جنس کاربید تنگستن استفاده می شود. پس از ایجاد فرورفتگی قطر آن توسط یک میکروسکوپ اندازه گیری می شود. برای به دست آوردن قطر دقیق فرورفتگی باید دو قطر عمود بر هم را اندازه گیری کرده و از آن ها میانگین گرفت. سطحی که مورد آزمون قرار می گیرد، باید صاف و تمیز باشد.
- سختی ویکرز (Vickers Hardness)

از یک هرم با قاعده مربع به عنوان سنبه استفاده می شود. زاویه میان وجوه مقابل این هرم 136 درجه است. علت انتخاب این زاویه به نسبت قطر فرورفتگی به قطر گلوله (d/D) در آزمایش برینل باز می گردد. نسبت d/D در آزمایش های برینل بین 0.25 و 0.5 قرار می گیرد. برای سنبه آزمون ویکرز نسبت d=0/375 D به کار گرفته شده است. بنابراین برای ایجاد چنین نسبتی زاویه مخروط باید 136 درجه باشد. بنابراین هنگامی که مقدار معمولی برای آزمون برینل به دست آید، DPH و BHN تقریبا برابرند. به دلیل شکل سنبه آزمون ویکرز، به آن آزمایش سختی هرم الماسی هم گفته می شود.